# Madam Secretary
Madam Secretary – dramat polityczny amerykański serial telewizyjny wyprodukowany przez CBS Television Studios oraz Revelations Entertainment. Pomysłodawcą serialu jest Barbara Hall. Serial był emitowany od 21 września 2014 roku do 8 grudnia 2019 roku przez CBS. 
Natomiast w Polsce od 11 września 2018 roku przez AXN White.

## Fabuła
Fabuła serialu opowiada o pracy i życiu prywatnym Elizabeth Faulkner McCord, która jest amerykańskim Sekretarzem Stanu.

## Obsada
- Tea Leoni jako Elizabeth Faulkner McCord[3]
- Tim Daly jako Henry McCord, mąż Elizabeth, nauczyciel historii w college'u[4]
- Bebe Neuwirth jako Nadine, szefowa sztabu Elizabeth Faulkner McCord[5]
- Erich Bergen jako Blake Calibrese, asystent Elizabeth Faulkner McCord[5]
- Evan Roe jako Jason McCord
- Geoffrey Arend jako Matt Mahoney
- Katherine Herzer jako Caroline McCord[6]
- Patina Miller jako Daisy Finch
- Željko Ivanek jako Russell Jackson, szef kancelarii prezydenta[7]

## Role drugoplanowe
- Wallis Currie-Wood jako najstarsza córka Elizabeth Faulkner McCord[8]
- Sebastian Arcelus jako Jay Whitman
- Keith Carradine jako prezydent Conrad Dalton
- Patrick Breen jako Andrew Munsey
- Marin Hinkle jako Isabelle
- Nilaja Sun jako Juliet
- Jill Hennessy jako Jane Fellows, nowa agentka wywiadu wojskowego pracująca dla Henry’ego[9](od 2 sezonu)
- Chris Petrovski jako Dimitri[10](od 2 sezonu)
- Julian Acosta jako Craig Sterling[11](od 2 sezonu)
- Eric Stoltz jako Peter, brat Elizabeth McCord[12](od 2 sezonu)

## Odcinki
| Sezon | Sezon | Odcinki | Oryginalna emisja CBS | Oryginalna emisja CBS | Oryginalna emisja | Oryginalna emisja | Oryginalna emisja |
| Sezon | Sezon | Odcinki | Premiera sezonu       | Finał sezonu          | Premiera sezonu   | Finał sezonu      |                   |
| ----- | ----- | ------- | --------------------- | --------------------- | ----------------- | ----------------- | ----------------- |
|       | 1     | 22      | 21 września 2014      | 3 maja 2015           | 11 września 2018  | —                 |                   |
|       | 2     | 22      | 4 października 2015   | 8 maja 2016           |                   | —                 |                   |
|       | 3     | 22      | 2 października 2016   | 21 maja 2017          | —                 | —                 |                   |
|       | 4     | 22      | 8 października 2017   | 20 maja 2018          | —                 | —                 |                   |
|       | 5     | 20      | 7 października 2018   | 20 kwietnia 2019      | —                 | —                 |                   |
|       | 6     | 10      | 6 października 2019   | 8 grudnia 2019        | —                 | —                 |                   |

## Produkcja
10 maja 2014 roku, CBS zamówiła serial na sezon telewizyjny 2013/14.

 Stacja CBS zamówiła pełny sezon serialu
12 stycznia 2015 roku stacja CBS zamówiła 2 sezon serialu.

25 marca 2016 roku, stacja CBS zamówiła oficjalnie 3 sezon serialu. 

23 marca 2017 roku, stacja CBS zamówiła oficjalnie 4 sezon serialu.
18 kwietnia 2018 roku, stacja CBS zamówiła oficjalnie 5 sezon.
10 maja 2019 roku, stacja CBS przedłużyła serial o szósty sezon, który będzie finałową serią.